# Casa del Poeta Trágico
La casa del Poeta Trágico (también llamada La casa Homérica o La casa de la Ilíada) es una típica vivienda romana del siglo II a. C. ubicada en Pompeya, Italia. Esta domus es famosa por sus refinados suelos de mosaico y por sus frescos, que describen escenas de la mitología griega.

## Historia

Casa del Poeta Trágico, Pompeya. Archivos del Museo de Brooklyn, Goodyear Archival Collection.

Descubierta en noviembre de 1824 por el arqueólogo Antonio Bonucci, la casa del Poeta Trágico ha despertado el interés de investigadores y escritores durante generaciones. Aunque la domus no es de gran tamaño, su decoración interior es abundante y de mayor calidad que la de otros frescos y mosaicos de la antigua Pompeya. Este contraste entre las dimensiones de la casa y la importancia de su ornamentación ha hecho plantear muchas incógnitas sobre la vida de sus propietarios. Sin embargo, poco se sabe sobre los miembros de la familia, los cuales probablemente fallecieron durante la erupción del monte Vesubio en 79.

## Localización

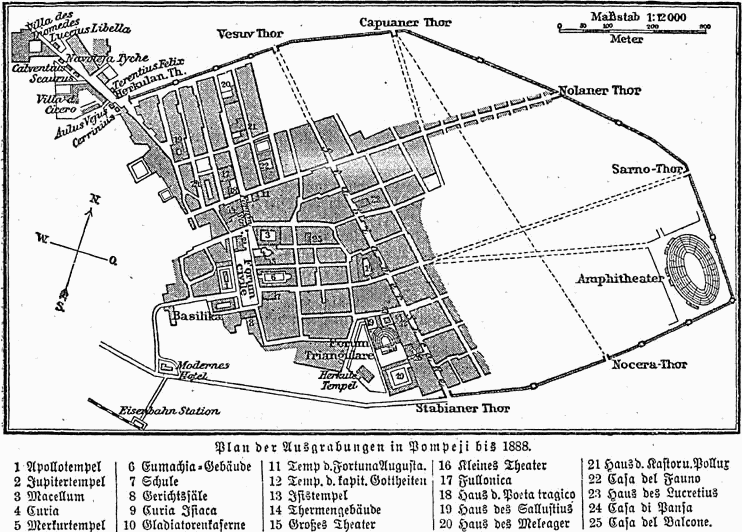
Plano de la ciudad antigua de Pompeya, con la casa del Poeta Trágico marcada con el número 18.

En la actualidad, para facilitar la localización de los edificios en el plano, Pompeya se divide en nueve regiones, las cuales a su vez se distribuyen en ínsulas. La casa del Poeta Trágico está situada en la Regio VI, Insula 8; en la zona noroeste de la ciudad, al norte del foro. La vivienda se emplazaba en la Vía di Nola (actualmente Via delle Terme), una de las calles más importantes de Pompeya, que unía el foro con la Vía de las Tumbas. Tiene además otra entrada lateral desde el Vicolo della Fullonica. Enfrente del acceso principal de la vivienda y al lado opuesto de la calle se encuentra el edificio de las termas del foro.

## Descripción de la planta

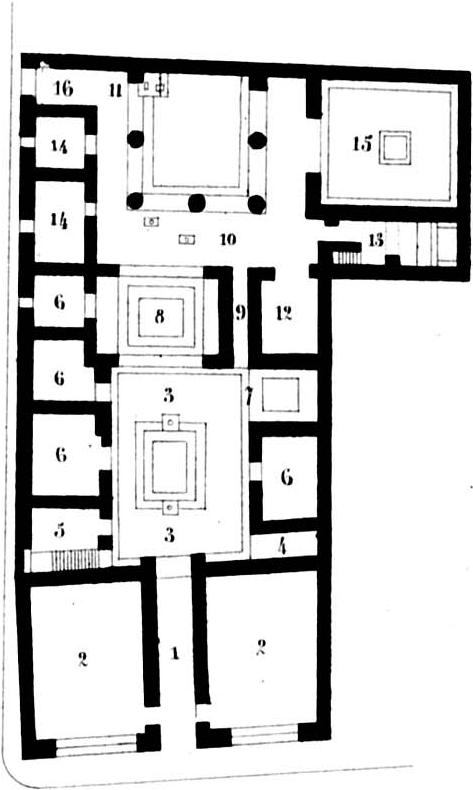
Plano de la planta.

Como en la mayoría de las viviendas romanas de la época, la casa del Poeta Trágico está dividida en dos grandes áreas principales, una pública y otra privada. La parte delantera de la casa, orientada al sur, constituye la zona pública. Tiene un acceso central y dos grandes espacios situados a ambos lados del mismo, con muros abiertos hacia la calle (2) (véase plano). Estas habitaciones estarían destinadas a la actividad comercial de los habitantes de la casa (tabernae), o menos probablemente al alojamiento de los sirvientes. A través de la entrada principal se accede a un corredor estrecho o vestíbulo (1), al final del cual se sitúa el atrio (3), la estancia más decorada de toda la domus. En este patio abierto se ubica el impluvium, un estanque rectangular rehundido en el suelo bajo un techo abierto o compluvium, cuya función era la de recoger el agua de lluvia para ser utilizada por los miembros de la casa. En la parte norte del impluvium había una fuente para extraer agua del estanque. En el lado opuesto del atrio se encuentra el tablinum (8), una segunda estancia pública abierta. 
Desde estas áreas principales se distribuyen otras habitaciones más pequeñas y privadas, que constituyen la segunda zona de la casa. A lo largo del muro oeste de la vivienda se disponen una serie de cubicula o dormitorios (6). Al lado opuesto del atrio se suceden un pequeño vestuario (4), otro cubiculum (6), un ala o habitación de servicio del comedor (7), y un oecus o pequeño comedor (12). La cara norte del tablinum se abre a un gran peristilo o jardín abierto (10). Entre el oecus y el tablinum se sitúa un fauces o corredor (9), que también da acceso al peristilo. 
A la derecha del patio ajardinado se encuentra la estancia más importante de la casa (15), la cual se cree que se usaba como comedor. Al lado de este salón principal hay una pequeña área de cocina (13). A la izquierda del peristilo se ubican otros cubicula (14) y se abre una puerta de servicio a una calle lateral, el Vicolo della Fullonica (16). Por último, en la esquina noroeste del jardín se construyó un pequeño lararium (11) o santuario destinado a adorar los lares o dioses familiares. 
A la izquierda del atrio se ubica una habitación con un rellano y unas escaleras (5). Aunque la documentación y los expertos han confirmado con seguridad la existencia de una planta superior en la casa del Poeta Trágico, poco se conoce sobre su diseño concreto, ya que se destruyó con toda probabilidad en la erupción del monte Vesubio. 

## Estancias y decoración artística

### Vestíbulo

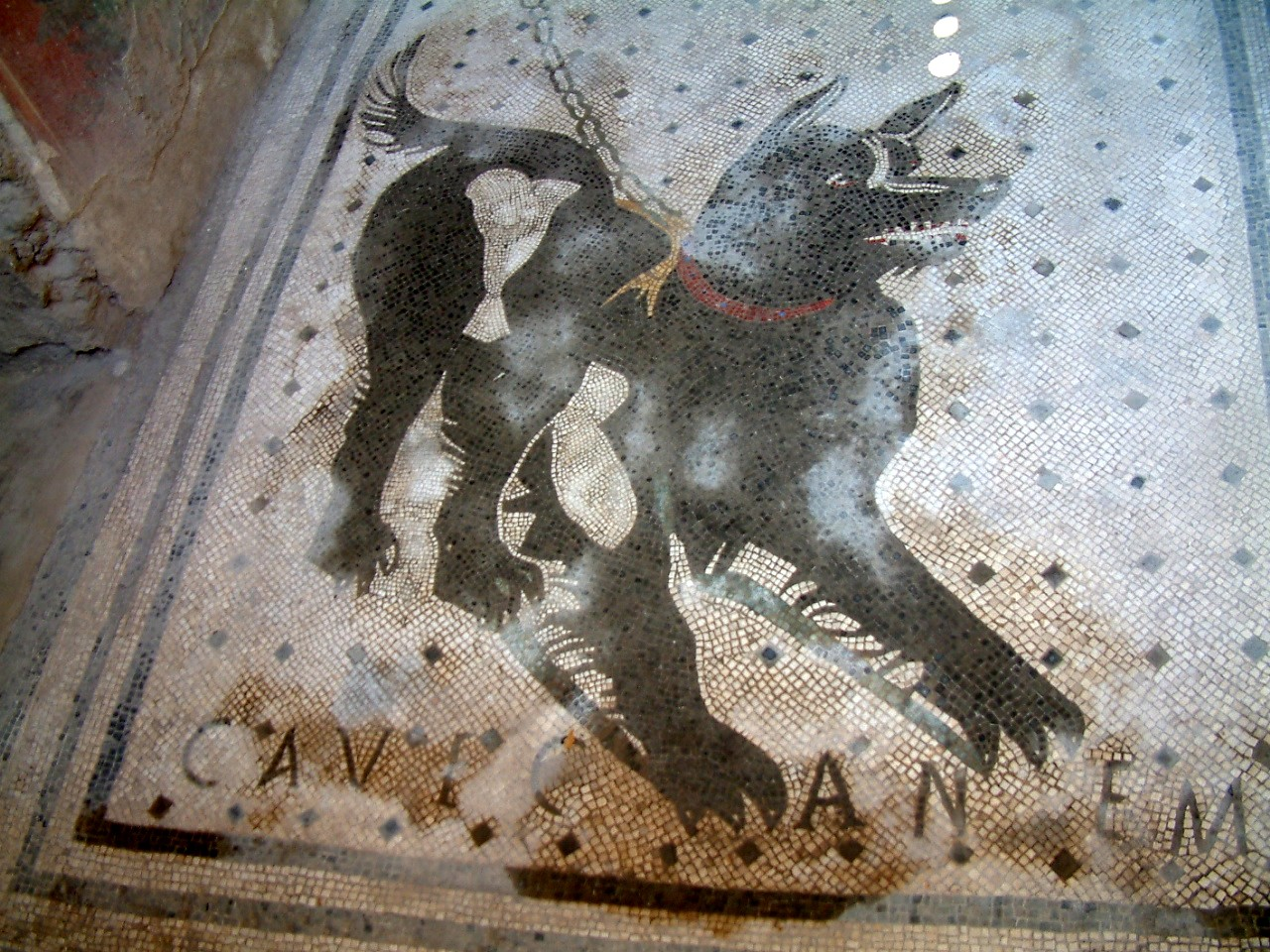
Mosaico de perro en el suelo del vestíbulo.

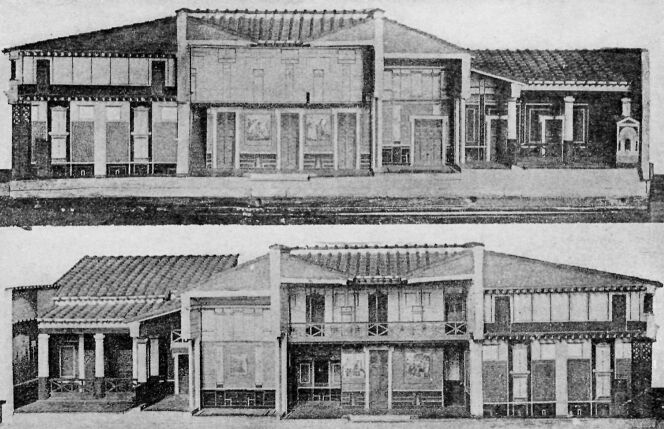
Recreación de la sección de la casa del Poeta Trágico.

El suelo del vestíbulo se decoró con el mosaico de un perro doméstico con correa, encadenado a un punto arbitrario. Bajo la figura se lee la inscripción "CAVE  CANEM”, el equivalente antiguo de la conocida advertencia “cuidado con el perro”. Esta frase, al igual que las señales actuales, avisaba a los visitantes que entraban bajo su propia responsabilidad y servía como protección de las zonas más privadas de la casa. El resto del suelo del vestíbulo estaba decorado con teselas en forma de damero, con azulejos en blanco y negro. Este patrón estaba enmarcado con un recuadro de dos líneas negras que rodeaban la habitación.

### Atrio
Después de la casa de los Vettii, la casa del Poeta Trágico era la vivienda con los frescos de temática mitológica de mayor tamaño de toda Pompeya. El atrio era la estancia de mayor riqueza artística de la casa. Cada escena tiene una superficie de unos 3800 cm² (cuatro pies cuadrados), con figuras ligeramente más pequeñas que el tamaño real. Las imágenes representan por lo general a hombres sentados y a mujeres en movimiento, las cuales son normalmente el centro de la acción, protagonizando las tramas de los  famosos mitos griegos. 
En el muro sur del atrio se encontraron dos frescos, uno de Zeus y Hera en el monte Ida y otro de Afrodita, este último actualmente destruido casi por completo. La escena de Zeus y Hera representa la pérdida de la virginidad de la diosa (la transición de niña a mujer), al ser retirado el velo de su cabeza, exponiendo simbólicamente su cara. La imagen de Afrodita era probablemente un desnudo al aire libre con otras figuras. Muchos investigadores coinciden en que podría ser una representación del Juicio de Paris. El fresco de Zeus y Hera forma parte de la colección del Museo Arqueológico de Nápoles.
En el muro este se hallaron las escenas  de Aquiles y Briseida y de Helena y Paris. En la primera imagen se ve a Aquiles entregando a Briseida al rey griego Agamenón, quien aparta el velo de la mujer para mostrar su rostro compungido. En la segunda imagen, Helena embarca para regresar a su patria de Troya. Aunque no aparece en la imagen, se supone que Paris está sentado en la barca junto a ella. Ambas escenas se encuentran en la colección del Museo Arqueológico de Nápoles. 
En el muro oeste del atrio destacan las escenas de Anfítrite y Poseidón y de Aquiles y Agamenón. La primera imagen, también llamada popularmente El rapto de Anfítrite, representa a Eros y a Poseidón luchando, con numerosas ninfas desnudas rodeándoles. La segunda, conocida como La ira de Aquiles, describe el episodio de La Ilíada en el cual Aquiles se muestra furioso tras perder a Briseida. 

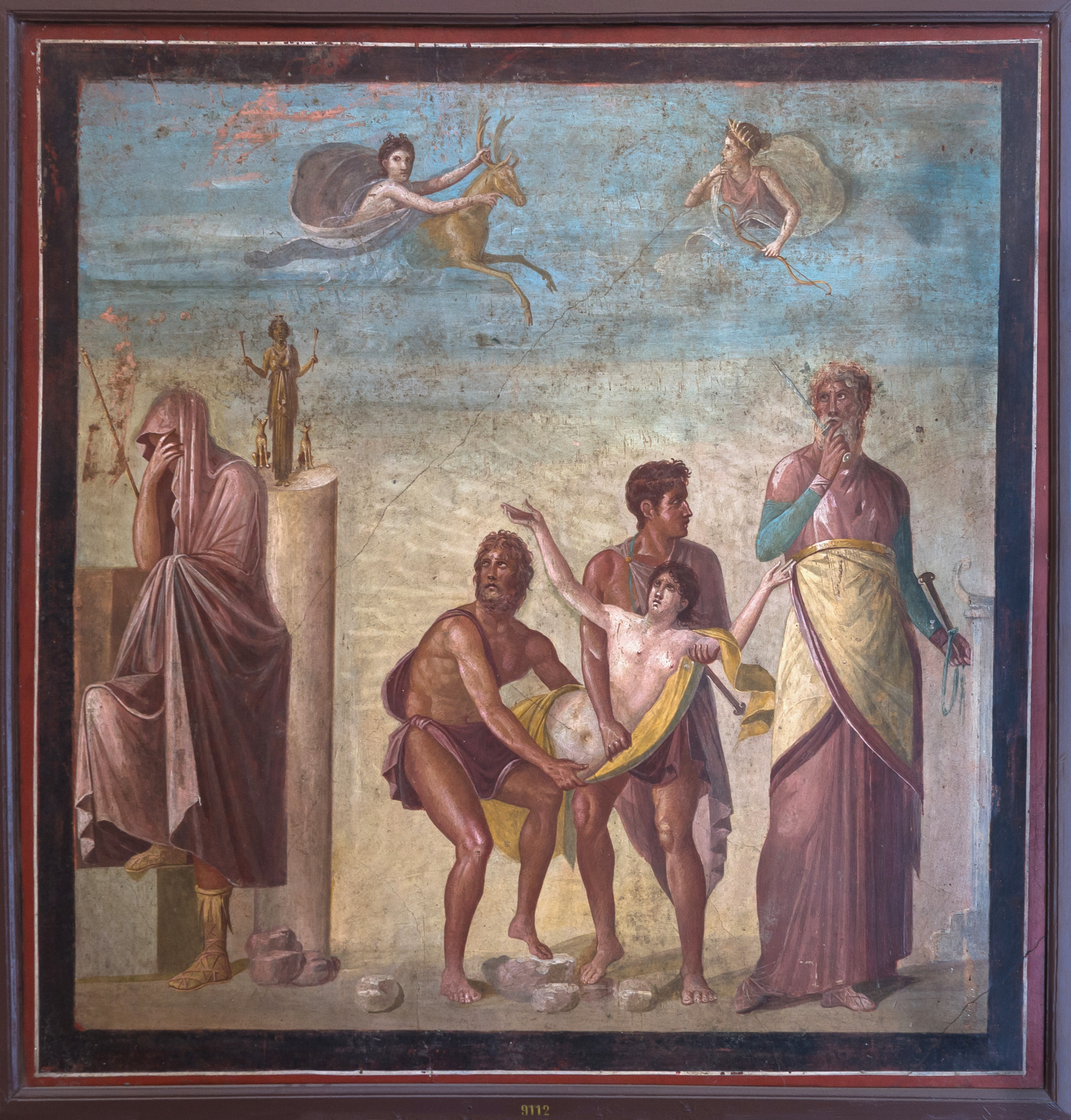
El sacrificio de Ifigenia, pintura del muro norte, al este del peristilo.

### Tablinum
El suelo del tablinum, al igual que el del vestíbulo, estaba decorado con un elaborado mosaico. Los arqueólogos contemporáneos decidieron llamar a la vivienda "La casa del Poeta Trágico" debido a la importancia del mismo, ya que es el motivo central de la habitación. En él, unos actores se reúnen entre bastidores para preparar una representación teatral, mientras un personaje se viste y otro toca una flauta. Otras figuras rodean una caja con máscaras que van a ser utilizadas durante la obra. Actualmente el original se encuentra en el Museo Arqueológico Nacional de Nápoles.
Al lado de este mosaico había otro de Atenea y Zeus, cuya escena probablemente relataba el nacimiento de la diosa.

### Peristilo
El área semiabierta del peristilo presenta una escena de jardín imaginaria o paradeisos, realizada con la técnica del trampantojo. Esta imagen ficticia se fusionaba con el jardín real plantado en la zona descubierta del peristilo. A la izquierda había un fresco conocido como El sacrificio de Ifigenia, en el cual la joven es capturada por Ulises y Aquiles para ser sacrificada justo en el momento en que Artemisa la sustituye por un ciervo.

## Interés académico
La casa del Poeta Trágico ha servido de inspiración a numerosas obras de ficción y poesía, debido a la riqueza de las escenas mitológicas que se encontraron en su interior, unido al hecho de que todavía se sabe muy poco de sus habitantes. Entre los trabajos más destacados se encuentra la novela Los Últimos Días de Pompeya, de Edward Bulwer-Lytton, en la cual el autor imagina la vida personal del dueño de la casa, pero describe con exactitud los detalles de la misma. Otro conocido trabajo es La Casa del Poeta Trágico, de Vladimir Janovic, un poema épico inspirado en las imágenes de los mosaicos y frescos de la vivienda. 
La casa ha fascinado a historiadores del arte y eruditos de la literatura clásica durante mucho tiempo, por la manera única en que se combinan las escenas de diferentes localizaciones y periodos de la mitología griega. Ningún rincón de la domus permite una visión global de todas las imágenes existentes. En lugar de ello, es necesario moverse por toda la casa y analizar las distintas partes en su conjunto. Este hecho posibilita a los observadores el análisis de otros temas más amplios de la mitología griega, como las relaciones existentes entre hombres y mujeres poderosos o las distintas deidades de la antigua Grecia.